# Deutscher Amtsanwaltsverein
Der Deutsche Amtsanwaltsverein (DAAV) versteht sich als Interessenvertretung der Amtsanwälte.
Der DAAV ist Mitglied im dbb deutschen beamtenbund und hat seinen Sitz in Duisburg. Die Bundesgeschäftsstelle befindet sich in Kiel. Der Vorstand besteht aus:
Oberamtsanwalt Burkard Will, Vorsitzender;
Oberamtsanwalt Carsten Rietdorf, stv. Vorsitzender und Geschäftsführer;
Oberamtsanwalt Frank Möller, stv. Vorsitzender und Schriftführer;
Oberamtsanwältin a. D. Erika Mök, stv. Vorsitzende und Schatzmeisterin.